# Esme Booth

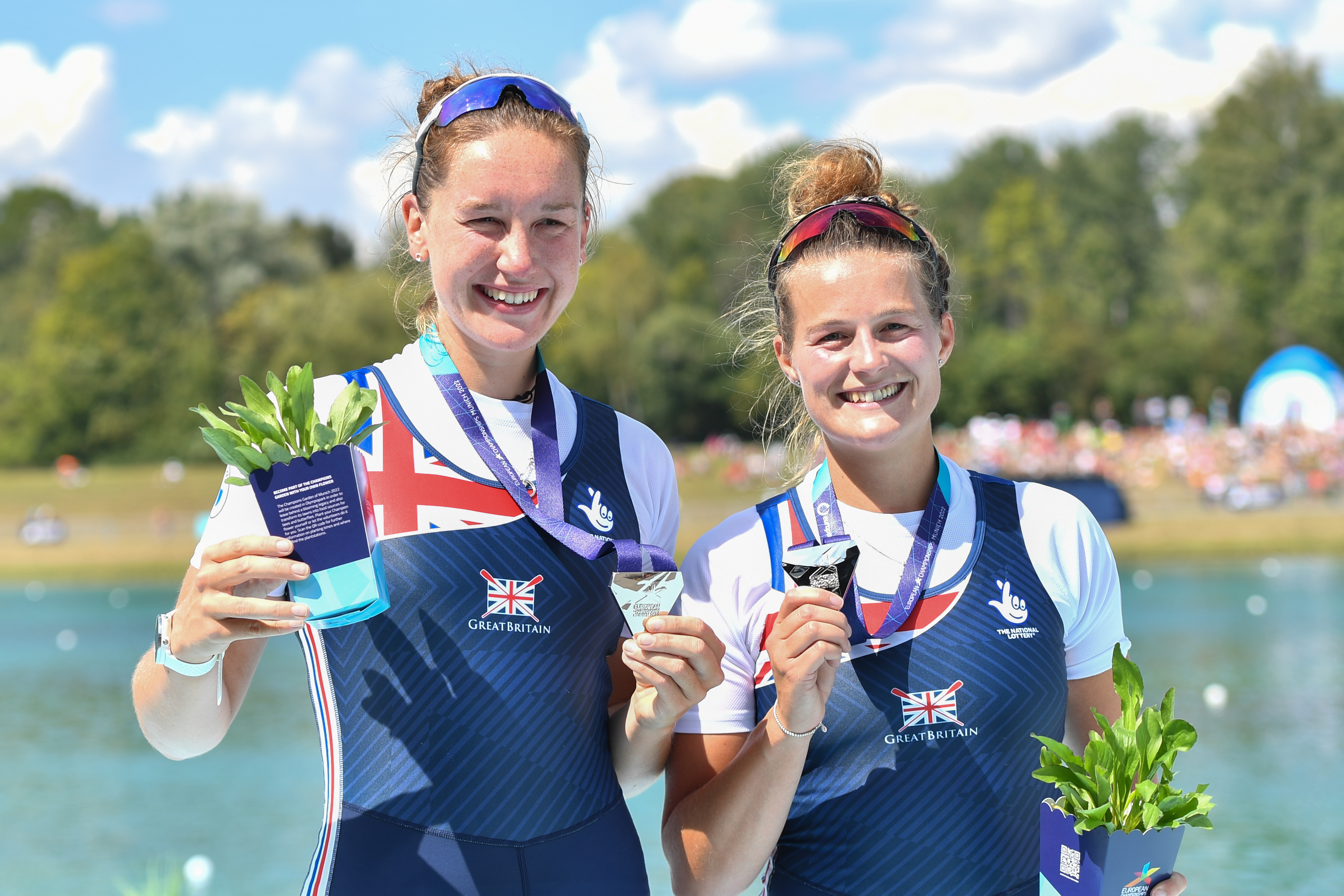
Esme Booth (links) und Emily Ford bei den Europameisterschaften 2022

Esme Booth (* 23. Dezember 1998 in Stratford-upon-Avon) ist eine britische Ruderin. 2022 war sie Europameisterschaftszweite im Zweier ohne Steuerfrau sowie im Achter. 2024 wurde sie Europameisterin und Olympiazweite im Vierer ohne Steuerfrau.

## Karriere
Die 1,93 Meter große Esme Booth rudert für den Leander Club. Sie belegte 2019 bei den U23-Weltmeisterschaften in Sarasota den siebten Platz im Zweier ohne Steuerfrau. 2021 debütierte sie im Ruder-Weltcup, als sie mit dem britischen Vierer ohne Steuerfrau den vierten Platz beim Weltcup-Abschluss erreichte.
2022 bei den Europameisterschaften in München traten Esme Booth und Emily Ford im britischen Zweier an und gewannen die Silbermedaille hinter den Rumäninnen. Die beiden Ruderinnen starteten auch im Achter und erkämpften in dieser Bootsklasse ebenfalls die Silbermedaille hinter den Rumäninnen. Bei den Weltmeisterschaften in Račice u Štětí wurden Ford und Booth Fünfte im Zweier. 2023 bei den Europameisterschaften in Bled traten Ford und Booth wieder zweimal an. Sie gewannen Silber mit dem Achter und wurden Fünfte im Zweier. Bei den Weltmeisterschaften in Belgrad erreichten sie den vierten Platz mit dem Achter und den neunten Platz im Zweier. 2024 wechselte Booth in den Vierer. Helen Glover, Esme Booth, Samantha Redgrave und Rebecca Shorten siegten bei den Europameisterschaften in Szeged mit anderthalb Sekunden Vorsprung vor den Rumäninnen. Drei Monate später bei der Olympiaregatta in Paris gewannen die Niederländerinnen mit 0,18 Sekunden Vorsprung vor dem britischen Vierer.